# John Croom
 (avril 2024).
Si vous disposez d'ouvrages ou d'articles de référence ou si vous connaissez des sites web de qualité traitant du thème abordé ici, merci de compléter l'article en donnant les références utiles à sa vérifiabilité et en les liant à la section « Notes et références ».
John Croom, né le 22 août 1993 à El Paso, Texas, est un coureur cycliste américain, spécialiste de la piste. 

## Biographie
John Croom a déménagé à Rock Hill (Caroline du Sud) en 1999 avec sa famille. Il a commencé le cyclisme en 2014 après avoir pratiqué le football et la lutte.

## Palmarès sur piste

### Championnats panaméricains
- Cochabamba 2019
  -  Médaillé d'argent de la poursuite par équipes

### Jeux panaméricains
- Lima 2019
  -  Médaillé d'or de la poursuite par équipes (avec Gavin Hoover, Ashton Lambie et Adrian Hegyvary)

### Championnats des États-Unis
- 2015
  - 2e de la poursuite par équipes
- 2017
  -  Champion des États-Unis du kilomètre
  - 2e de la poursuite par équipes
- 2018
  -  Champion des États-Unis du kilomètre
  - 2e de la poursuite individuelle
  - 2e de la poursuite par équipes
- 2019
  -  Champion des États-Unis du kilomètre
  - 2e de la poursuite individuelle
  - 2e de la poursuite par équipes
- 2021
  -  Champion des États-Unis de poursuite
  -  Champion des États-Unis de poursuite par équipes
  -  Champion des États-Unis de course à l'américaine
  -  Champion des États-Unis d'omnium
  -  Champion des États-Unis de course à l'élimination
  - 3e du scratch